# Variaties voor orkest (Sallinen)
De Finse componist Aulis Sallinen componeerde zijn Variaties voor orkest in 1963.

## Geschiedenis
Met Mauermusik probeerde Sallinen zich los te maken uit het strakke serialistische keurslijf. Met deze veertien variaties grijpt de componist in ieder geval met de titel al verder terug. De compositievariant Thema en variaties is al enkele eeuwen oud. De muziek zit op de scheidslijn tussen tonaal en atonaal. Af en toe is er een glimp te horen van de muziek die hij later zou componeren voor zijn opera The King Goes Forth to Paris en zijn vijfde symfonie. De componist wist toen nog niet wat voor succes Mauermusik zou worden; dat kreeg pas een jaar later haar eerste uitvoering.

## Delen
Qua tijdsduur van de delen heeft het werk overeenkomsten met de Vijf stukken voor orkest van Arnold Schönberg en die van Anton Webern. De veertien variaties nemen niet meer dan 11 minuten in beslag. Het thema bestaat uit de vier begintonen van deel I. De tempi en tijdsduren (bij benadering) luiden:
1. (0:27)
2. Piu lento (0:32)
3. Tempo I (0:48)
4. Piu lento-poco piu animato (1:51)
5. Allegro (0:28)
6. (0:24)
7. (0:23)
8. (0:31)
9. lento moderato (1:29)
10. Allegro (0:28)
11. (0:31)
12. Tranquillo – andante (1:12)
13. (1:02)
14. (0:44)

## Orkestratie
- 2 dwarsfluiten waarvan 1 piccolo; 2 hobo's; 2 klarinetten; 2 fagotten;
- 2 hoorns, 2 trompetten, 2 trombones, geen tuba
- 1 percussie
- strijkinstrumenten

## Première
Het werk werd in opdracht geschreven voor het jeugdorkest van het Klemetti Instituut, een conservatorium in Tampere; zij kregen dan ook de première, die onder leiding stond van Ulf Söderblom op 4 juli 1963.

## Discografie
- Uitgave BIS Records 560: Tapiola Sinfonietta; Osmo Vänskä.